# Tambour de colonne
Un tambour est une assise cylindrique monolithe généralement posé en lit et entrant dans la composition du fût d'une colonne.

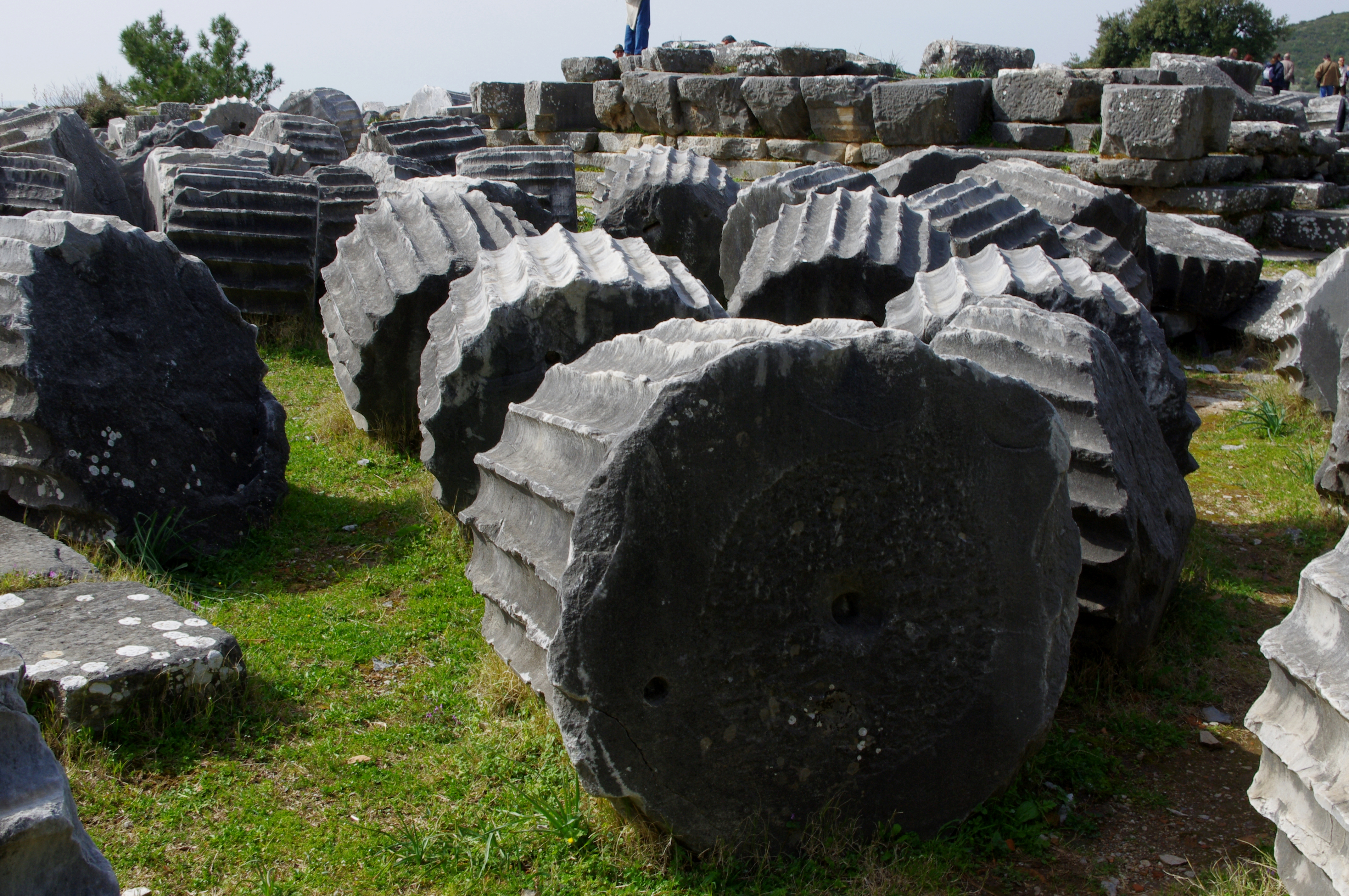
Colonnes effondrées du temple d'Athéna à Priène.

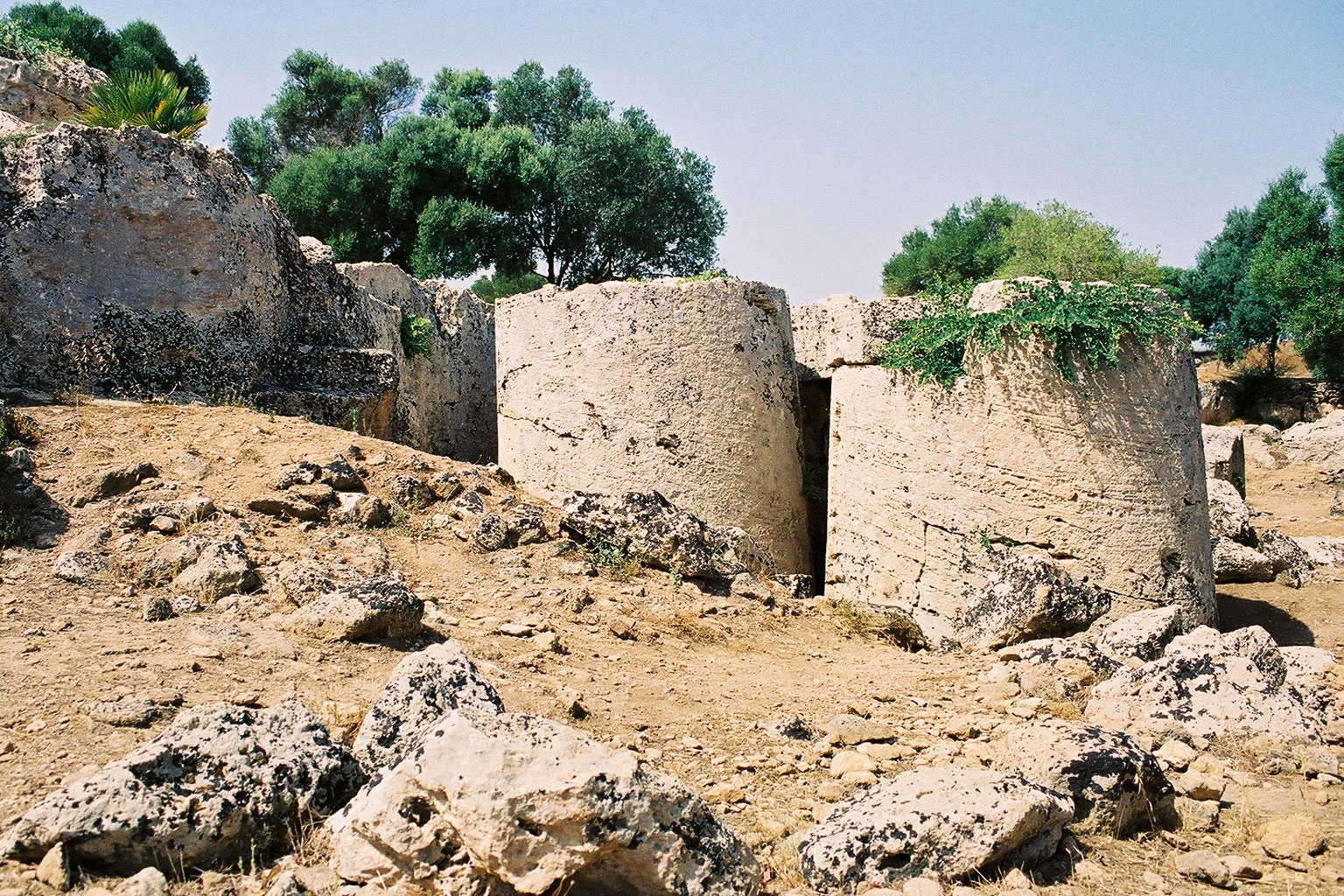
Carrières de Cusa, près de Sélinonte (VIIe siècle). Tambours de colonne abandonné du temple G.

La méthode d'extraction des tambours peut être vue dans les carrières de Cusa près de Sélinonte. Destinés au temple G, 62 tambours de colonnes inachevés, certains adhérant encore au socle rocheux, d'autres abandonnés durant le transport, restent sur les lieux ; ils nous renseignent sur les méthodes d'extraction, de transport et de construction de l'époque. Pour extraire la roche, les Sélinontins creusaient des rainures sur un tracé circulaire, de 55 centimètres à la base et de 85 cm au sommet, permettant le travail de l'ouvrier. Une dernière rainure était ménagée sous le bloc, dans laquelle étaient insérés des coins métalliques (cunei), enfoncés à la masse, qui achevaient de détacher les tambours de la roche. Une fois extraits, les tambours étaient taillés au marteau et au burin, puis sans doute cerclés de roues en bois et tirés par des chars à bœufs.

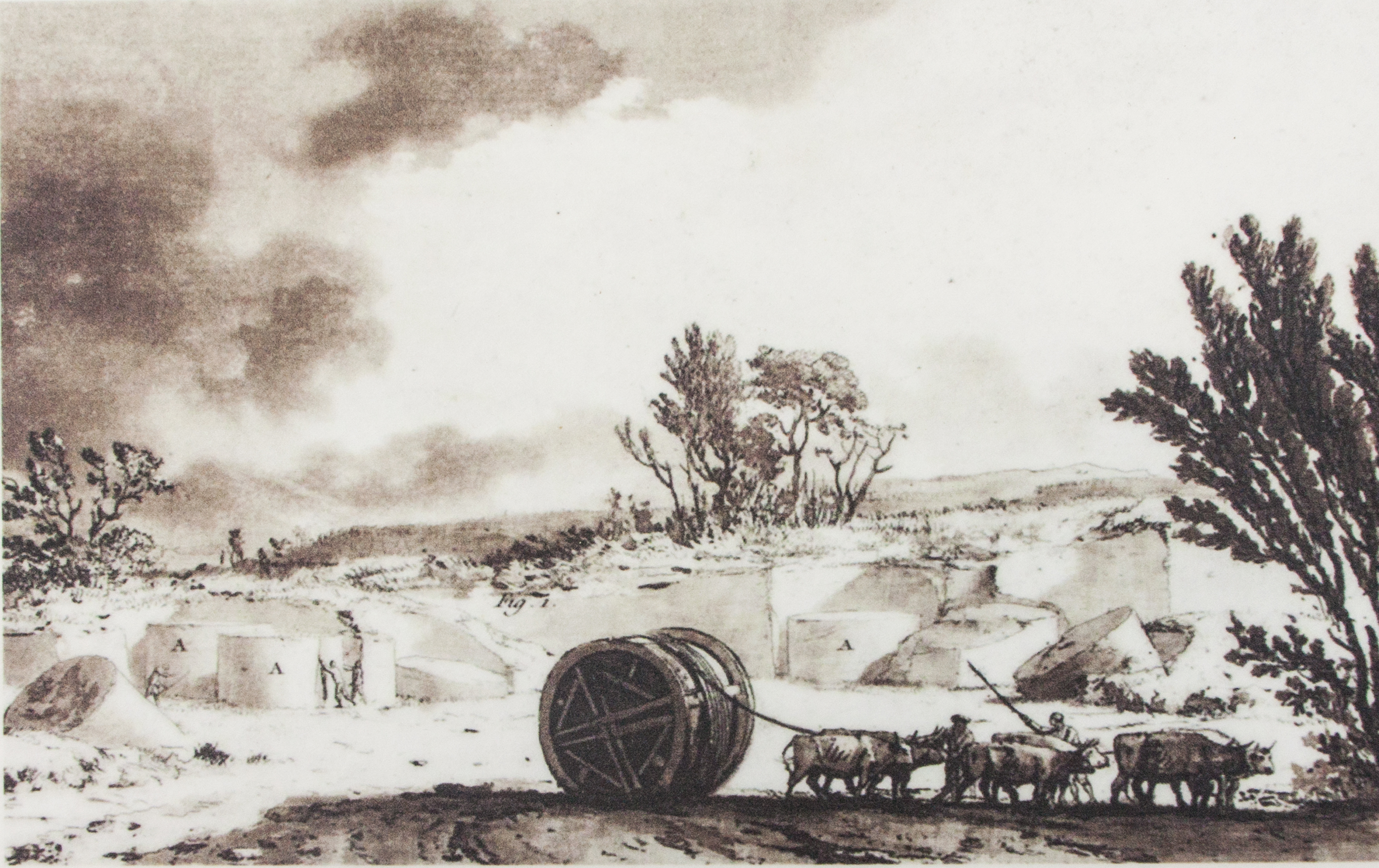
Carrière de Sélinonte (Jean Houel).

L'inscription d'Éleusis IG II² 1673 relate le transport, vers -330, de tambours de colonnes depuis les carrières du Pentélique jusqu'au prostoon de Philon à Éleusis, dont chacun pesait environ 7,5 tonnes. Il se fit à flanc de montagne sur des traîneaux freinés par des câbles et en plaine, sur 35 km, sur une sorte de chariot de charpente robuste tiré par des bœufs, appelé mèchanè d'Éleusis par l'archéologue Georges Raepsaet.
Dans la plupart des ordres architecturaux, des cannelures sont sculptées.
Une empaume, sorte de saillie, était ménagée pour en faciliter la pose.
L'historicité des moyens mis en place par Chersiphron, Métagénès ou Peionius, n'est pas absolument avérée.
Une fois la colonne établie, la grossièreté du calcaire était quelquefois masquée par du stuc.

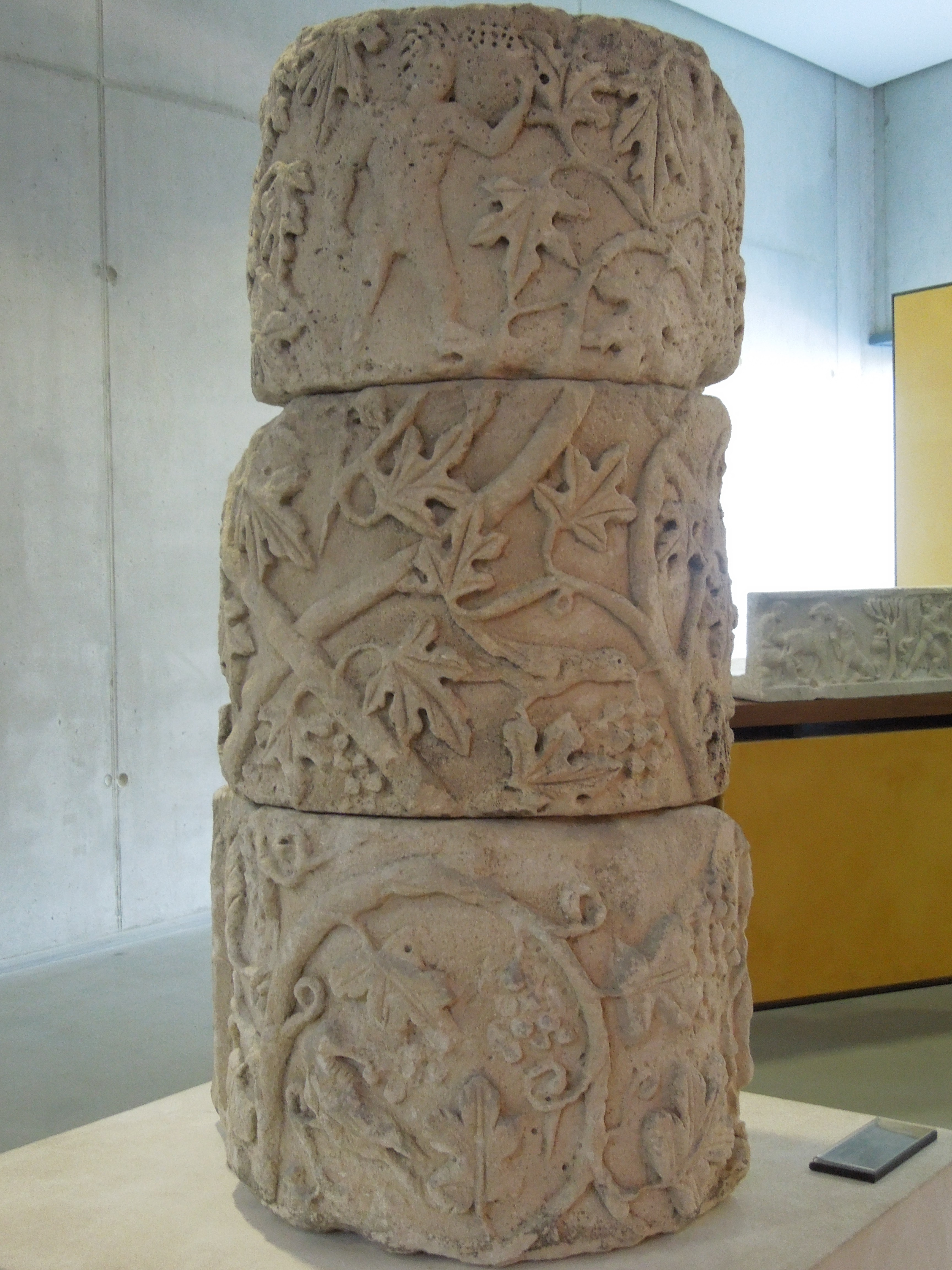
Musée de l'Arles antique, tambours en marbre de colonne, décorés d'amours vendangeurs et de rinceaux.
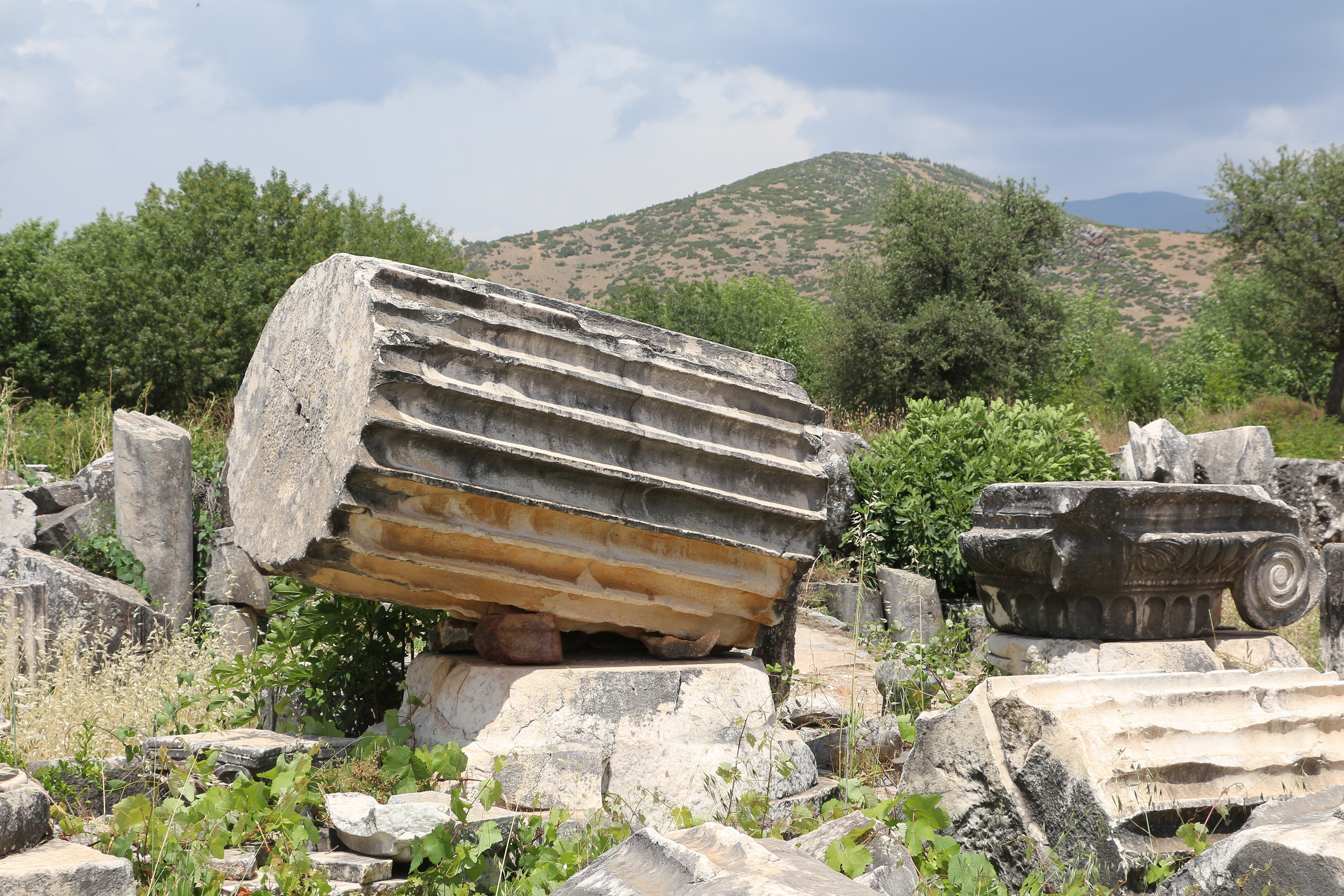
Temple d'Aphrodite, Aphrodisias (Turquie).
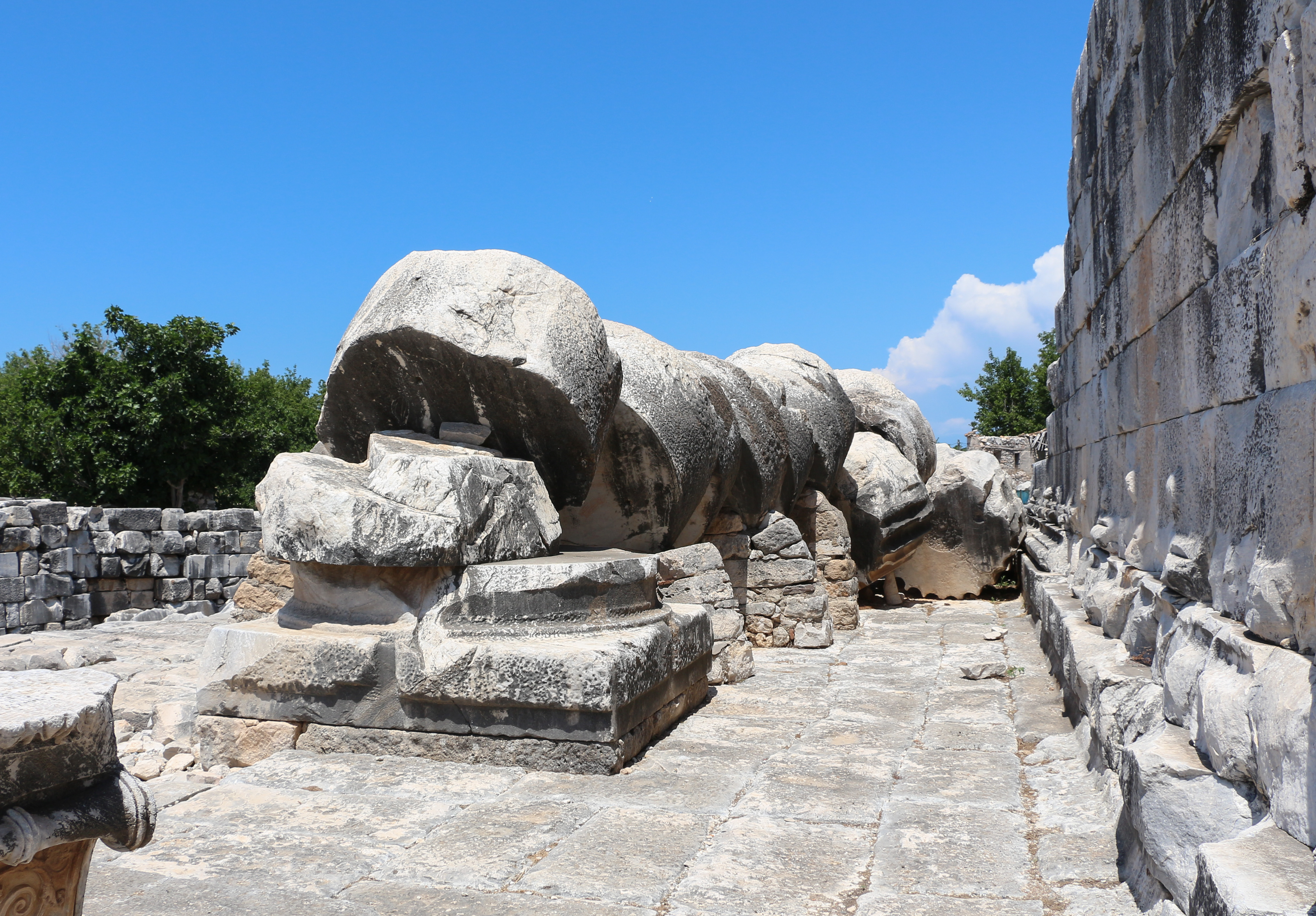
Colonne effondrée, temple d'Apollon (Didymes).